# Тихомир Станич
Тихомир Станич (серб. Тихомир Станић, 17 листопада 1960, Шешковці, Республіка Сербська[джерело?]) — сербський актор театру, кіно, радіо та телебачення.

## Біографія
Тихомир Станич народився в Шешковцях, поблизу Лакташі, а дитинство провів у Козарській Дубиці, де його батько був учителем. Він вступив до Академії драматичного мистецтва в Новому Саді, до класу професора Деяна Мияча.
Він був учасником трупи Сербського національного театру в Новому Саді. З 1987 року він є учасником трупи театру Ательє 212 у Белграді.
Тихомир Станич зіграв більше 100 ролей майже у всіх театрах Белграда, а також у театрах Нового Саду, Сомбору, Суботиці, Вршаці, Баня-Луці, Подгориці. Також працював і в кінематографі. У серіалі «Кінець династії Обреновичів» він зіграв роль короля Олександра, а у фільмах Здравка Шотри грав головним чином оповідача Стевана Сремца.
З 1998 по 2000 рік Тихомир Станич був президентом Асоціації драматичних митців Сербії. У 2005—2007 роках був художнім керівником Національного театру Республіки Сербської в Баня-Луці.

## Нагороди
- 2019 Нагорода  Фестивалю акторських досягнень Кінозустрічі[sr]:
  - за найкращу роль у фільмі «Біла гарячка» (лат. Delirijum tremens)

## Вибрана фільмографія

### Фільм
- 1990 : «Останній вальс у Сараєві»[sr] / (Последњи валцер у Сарајеву) — Гаврило Принцип (голос)
- 1998 : «Гавкаючи на зорі»[sr] / (Лајање на звезде) — Іво Андрич
- 1999 : «Площа Симеона Джака»[sr] / (Мејдан Симеуна Ђака) — австрійський капітан
- 2002 : «Зона Замфірова» / (Зона Замфірова) — Стеван Сремац
- 2004 : «Пограбування Третього рейху»[sr] / (Пљачка Трећег рајха) — полковник Муці

### Телебачення
- 1983 : «Чудовий транспорт»[sr] / (Велики транспорт) — голодний юнак
- 1987 : «Вук Караджич»[sr] / (Вук Караџић) — Йован-Стерія Попович[sr]